# Pożeżyn (przystanek kolejowy)
Pożeżyn (biał. Пажэжын, ros. Пожежин) – przystanek kolejowy w lasach w pobliżu miejscowości Romatowo Stare, w rejonie małoryckim, w obwodzie brzeskim, na Białorusi. Leży na linii Kijów – Chocisław – Brześć.
Przystanek istniał przed II wojną światową.